# بیسیک (فیلم)
بیسیک یا پایگاه (انگلیسی: Basic) یک فیلم معمایی و دلهره‌آور محصول سال ۲۰۰۳ به کارگردانی جان مک تیرنان با بازی جان تراولتا، کانی نیلسن و ساموئل ال جکسون است. این دومین همکاری تراولتا و جکسون، پس از پالپ فیکشن در سال ۱۹۹۴ است. داستان به دنبال یک مامور DEA است که معمای یک تمرین آموزشی را حل می‌کند که منجر به کشته شدن چندین دانشجوی تکاور ارتش و مربی آنها می‌شود. بیسیک در رابطه با طرح کلی و پایان‌های پیچشی متعددش از منتقدان نقدهای منفی دریافت کرد. این فیلم یک بمب گیشه بود و تنها ۴۲ میلیون دلار در سراسر جهان در مقابل بودجه ۵۰ میلیون دلاری به دست آورد. 

## داستان
طی یکی از تمرین‌های نظامی معمولی در پاناما، طوفانی در می‌گیرد و چهارتن از افراد «سرگرد نیتان وست» (ال. جکسون)، رهبر یک گروه کاماندویی ویژه آمریکایی، می‌میرند و خودش نیز ظاهراً ناپدید می‌شود. برای کشف واقعیت این ماجرا از مأمور تحقیق دادستانی، «تام هاردی» (تراولتا) کمک خواسته می‌شود و او پس از بررسی اعلام می‌کند که هر چهار سرباز به قتل رسیده‌اند و «وست» نیز به تلافی کشته شده‌است...

## بازیگران
- جان تراولتا ... مامور تحقیق دادستان تام هاردی
- کانی نیلسن ... کاپیتان جولیا آزبورن
- ساموئل ال. جکسون ... استاد گروهبان ناتان وست
- تیم دالی ... سرهنگ بیل استایلز
- جووانی ریبیسی ... ستوان دوم لوی کندال
- برایان وان هالت ... گروهبان ری دانبار
- تای دیگز ... جی پایک
- دش میهوک ... گروهبان مولر
- هری کانیک جونیور ... دکتر پیتر ویلمر
- روزلین سانچز

## پاسخ انتقادی
بیسیک با نقدهای منفی منتقدان مواجه شد. در جمع‌آوری بازبینی راتن تومیتوز، بر اساس ۱۴۳ بررسی، دارای ۲۱% تاییدیه با میانگین امتیاز ۴.۵ از ۱۰ است. اجماع انتقادی این وب سایت چنین است: «بیسیک به قدری در پیچش های داستانی خود پیچیده می‌شود که بیننده در نهایت علاقه‌اش را از دست می‌دهد.» در متاکریتیک، فیلم بر اساس ۳۳ منتقد، امتیاز ۳۴ از ۱۰۰ را به دست آورده است که نشان دهنده «به طور کلی برسی‌ها نامطلوب است».